# 克里斯蒂安·帕拉蒂
克里斯蒂安·帕拉蒂（義大利語：Christian Parlati，1998年1月23日—），意大利男子柔道运动员，2022年世界柔道锦标赛男子90公斤级银牌得主、2023年欧洲运动会混合团体铜牌得主。